# Gran Premio degli Stati Uniti d'America 2013
Il Gran Premio degli Stati Uniti d'America 2013 si è corso domenica 17 novembre 2013 sul circuito delle Americhe che sorge nella Contea di Travis, vicino a Austin, in Texas, diciottesima prova della stagione 2013 del campionato mondiale di Formula 1. La gara è stata vinta dal tedesco Sebastian Vettel su Red Bull Racing-Renault, al suo trentottesimo successo nel mondiale. Vettel ha preceduto sul traguardo il francese Romain Grosjean su Lotus-Renault ed il suo compagno di squadra, l'australiano Mark Webber.
Sebastian Vettel conquista l'ottava vittoria consecutiva nel corso della stessa stagione, nuova striscia record nella storia del mondiale di Formula 1.

## Vigilia

### Sviluppi futuri
Felipe Massa, sostituito in Ferrari da Kimi Räikkönen per il 2014, annuncia il suo passaggio alla Williams, ove farà coppia col pilota finlandese Valtteri Bottas. La scuderia britannica ha anche confermato l'abbandono dello sponsor PDVSA, compagnia petrolifera del Venezuela.
Il pilota messicano Sergio Pérez conferma che non correrà per la McLaren nella stagione 2014. Al suo posto la scuderia britannica ingaggia il pilota danese Kevin Magnussen, figlio dell'ex pilota Jan, e che nel 2013 ha vinto la Formula Renault 3.5.

### Aspetti tecnici
Per questa gara la Pirelli, fornitrice unica degli pneumatici, ha annunciato l'impiego di gomme medie e gomme dure.
La FIA raddoppia, rispetto all'edizione 2012, il numero delle zone in cui potrà essere utilizzato il Drag Reduction System: è stata confermata la possibilità di usare il dispositivo lungo il rettilineo compreso tra le curve 11 e 12; inoltre il DRS potrà essere impiegato anche sul rettilineo dei box.
La Mercedes fornisce a Lewis Hamilton un nuovo telaio, dopo che la sua vettura ha subito un danneggiamento della scocca nel corso del weekend del Gran Premio di Abu Dhabi.

### Aspetti sportivi
Il pilota finlandese Kimi Räikkönen decide di operarsi per i dolori alla schiena, riscontrati anche nel corso della stagione. Tale operazione comporta un mese di riposo che costringe Räikkönen a saltare gli ultimi due Gran Premi stagionali. La sua presenza era stata già messa in dubbio per le difficoltà della sua scuderia Lotus a saldare le spettanze del pilota. La scuderia britannica lo sostituisce col connazionale Heikki Kovalainen, che in stagione è stato pilota di riserva alla Caterham.
Kovalainen ha disputato 109 Gran Premi, esordendo in F1 nel 2007, al volante di una Renault. Ha vinto il Gran Premio d'Ungheria 2008, con la McLaren, ha conquistato una pole position, 2 giri veloci e 4 podi. La sua ultima presenza in gara fu nel Gran Premio del Brasile 2012.
Oltre al possibile impiego del pilota di riserva Davide Valsecchi sono stati avvicinati, al volante della Lotus, anche, Kamui Kobayashi, Nico Hülkenberg (che però ha rifiutato la proposta), Rubens Barrichello e Michael Schumacher.
Anche la presenza del pilota della Ferrari Fernando Alonso è stata messa in dubbio per le incerte condizioni fisiche dello spagnolo, che ha subito una forte decelerazione nel corso del Gran Premio di Abu Dhabi. Il pilota è stato sottoposto a una visita specifica prima del Gran Premio, che ha dato esito positivo alla sua partecipazione alla gara. In caso di assenza lo spagnolo avrebbe potuto venir sostituito da Pedro de la Rosa o da Jules Bianchi.
La Red Bull Racing ha invece negato che Mark Webber possa essere liberato immediatamente dai suoi impegni con la scuderia, dalla quale si separerà comunque a fine stagione, per essere subito sostituito da Daniel Ricciardo.
La FIA nomina Nigel Mansell quale commissario aggiunto per questo Gran Premio. L'ex pilota britannico ha già svolto tale funzione in passato, l'ultima nel Gran Premio di Gran Bretagna 2013.
La Caterham ha annunciato invece che Alexander Rossi parteciperà alle prime prove libere del Gran Premio. La Toro Rosso, farà esordire, sempre nelle prove libere del venerdì, il pilota russo Daniil Kvyat, vincitore della GP3 Series 2013, che ha appena ottenuto la Superlicenza FIA. Kvyat sarà titolare della scuderia faentina nel 2014. Nel corso della prima sessione la Marussia ha schierato Rodolfo González in luogo di Jules Bianchi.

## Prove

### Resoconto
Nella prima sessione di prove il più veloce è Fernando Alonso su Ferrari che ha preceduto Jenson Button e Valtteri Bottas. La sessione è durata poco più di mezz'ora, contro l'ora e mezza prevista; ciò a causa, prima, della nebbia che gravava sul tracciato, poi per l'assenza dell'elicottero di servizio.
Il campione del mondo Sebastian Vettel ha chiuso solo col diciottesimo tempo, avendo preferito concentrarsi in test con la vettura a pieno carico di benzina, mentre il suo compagno di scuderia Mark Webber ha testato dei nuovi freni della Carbon Industrie. González, della Marussia, ha dovuto abbandonare la sessione per la rottura del propulsore della sua vettura. Jenson Button, che nel corso della sessione ha effettuato un sorpasso in regime di bandiere rosse, è penalizzato di tre posizioni sulla griglia di partenza.
Le due Red Bull Racing si sono riportate in cima alla classifica dei tempi con la seconda sessione. Vettel ha preceduto Webber per 115 millesimi, mentre il terzo e quarto tempo sono stati fatti segnare dalle due Mercedes. Il quinto tempo è di Heikki Kovalainen, al rientro in gara dopo quasi un anno di assenza. Max Chilton è stato protagonista di un testacoda, dovuto alla rottura dell'impianto frenante.
La velocità delle vetture anglo-austriache si è confermata anche nella sessione del sabato: Sebastian Vettel ha nuovamente preceduto il compagno di scuderia Mark Webber. Lewis Hamilton ha colto il terzo tempo, mentre al quarto posto di è inserito Nico Hülkenberg della Sauber. Anche in questa sessione la Ferrari ha ottenuto dei tempi deludenti con Alonso undicesimo e Massa diciassettesimo. La sessione è stata caratterizzata da mutevoli condizioni climatiche che hanno costretto i team a frequenti revisioni negli assetti.
Charles Pic, della Caterham, viene penalizzato di cinque posizioni sulla griglia di partenza per aver sostituito il cambio.

### Risultati
Nella prima sessione del venerdì si è avuta questa situazione:
| Pos | Nº | Pilota          | Costruttore      | Tempo    | Gap    | Giri |
| --- | -- | --------------- | ---------------- | -------- | ------ | ---- |
| 1   | 3  | Fernando Alonso | Ferrari          | 1'38"343 |        | 16   |
| 2   | 5  | Jenson Button   | McLaren-Mercedes | 1'38"371 | +0"028 | 25   |
| 3   | 17 | Valtteri Bottas | Williams-Renault | 1'38"388 | +0"045 | 17   |

Nella seconda sessione del venerdì si è avuta questa situazione:
| Pos | Nº | Pilota           | Costruttore             | Tempo    | Gap    | Giri |
| --- | -- | ---------------- | ----------------------- | -------- | ------ | ---- |
| 1   | 1  | Sebastian Vettel | Red Bull Racing-Renault | 1'37"305 |        | 35   |
| 2   | 2  | Mark Webber      | Red Bull Racing-Renault | 1'37"420 | +0"115 | 37   |
| 3   | 9  | Nico Rosberg     | Mercedes                | 1'37"785 | +0"480 | 38   |

Nella sessione del sabato mattina si è avuta questa situazione:
| Pos | Nº | Pilota           | Costruttore             | Tempo    | Gap    | Giri |
| --- | -- | ---------------- | ----------------------- | -------- | ------ | ---- |
| 1   | 1  | Sebastian Vettel | Red Bull Racing-Renault | 1'36"733 |        | 14   |
| 2   | 2  | Mark Webber      | Red Bull Racing-Renault | 1'36"936 | +0"203 | 20   |
| 3   | 10 | Lewis Hamilton   | Mercedes                | 1'37"064 | +0"331 | 22   |

## Qualifiche

### Resoconto
Nella prima fase il tempo più veloce è fatto segnare da Valtteri Bottas su Williams-Renault. I due piloti della Red Bull Racing ottengono il loro tempo, sufficiente per qualificarsi, con gomme dure, e non con le medie, utilizzate dagli altri piloti; i due, inoltre, hanno atteso gli ultimi minuti della sessione, a differenza degli altri conduttori che hanno compiuto lunghe serie di giri consecutivi, prima di ottenere la migliore prestazione. Adrian Sutil è stato eliminato nella Q1, anche a causa di una foratura subito proprio nell'ultimo tentativo. Oltre al pilota della force India sono stati eliminati anche Pastor Maldonado e i piloti di Marussia e Caterham. Nel corso della sessione di è sfiorata la collisione tra Maldonado e Esteban Gutiérrez, col messicano che non si accorge, mentre stava scaldando gli pneumatici, del sopraggiungere del pilota della Williams. Il messicano è poi penalizzato di dieci posizioni sulla griglia di partenza. Anche Max Chilton è stato sanzionato per aver ostacolato lo stesso Maldonado e anche Adrian Sutil. Dovendo partire ultimo, non viene penalizzato sulla griglia di partenza, ma è costretto a un drive through nei primi cinque giri di gara.
Nella seconda fase le due Red Bull Racing dominano la classifica dei tempi, precedendo Fernando Alonso. Vengono esclusi dalla fase decisiva i due piloti della Toro Rosso, assieme a Jenson Button, Felipe Massa, Nico Rosberg e Paul di Resta.
Nella Q3 Mark Webber, autore del miglior tempo, dopo il primo tentativo, è stato poi scavalcato da Sebastian Vettel, che ha ottenuto così la pole position numero 44 in carriera. Essa è anche la settima consecutiva per la Red Bull. La seconda fila è conquistata da Romain Grosjean e Nico Hülkenberg.

### Risultati
Nella sessione di qualifica si è avuta questa situazione:
| Pos                         | Nº | Pilota              | Costruttore             | Q1       | Q2       | Q3       | Griglia |
| --------------------------- | -- | ------------------- | ----------------------- | -------- | -------- | -------- | ------- |
| 1                           | 1  | Sebastian Vettel    | Red Bull Racing-Renault | 1'38"516 | 1'37"065 | 1'36"338 | 1       |
| 2                           | 2  | Mark Webber         | Red Bull Racing-Renault | 1'38"161 | 1'37"312 | 1'36"441 | 2       |
| 3                           | 8  | Romain Grosjean     | Lotus-Renault           | 1'38"676 | 1'37"523 | 1'37"155 | 3       |
| 4                           | 11 | Nico Hülkenberg     | Sauber-Ferrari          | 1'38"339 | 1'37"828 | 1'37"296 | 4       |
| 5                           | 10 | Lewis Hamilton      | Mercedes                | 1'37"959 | 1'37"854 | 1'37"345 | 5       |
| 6                           | 3  | Fernando Alonso     | Ferrari                 | 1'38"929 | 1'37"368 | 1'37"376 | 6       |
| 7                           | 6  | Sergio Pérez        | McLaren-Mercedes        | 1'38"367 | 1'38"040 | 1'37"452 | 7       |
| 8                           | 7  | Heikki Kovalainen   | Lotus-Renault           | 1'38"375 | 1'38"078 | 1'37"715 | 8       |
| 9                           | 17 | Valtteri Bottas     | Williams-Renault        | 1'37"821 | 1'37"439 | 1'37"836 | 9       |
| 10                          | 12 | Esteban Gutiérrez   | Sauber-Ferrari          | 1'38"082 | 1'38"031 | 1'38"034 | 20      |
| 11                          | 19 | Daniel Ricciardo    | STR-Ferrari             | 1'38"882 | 1'38"131 | N.D.     | 10      |
| 12                          | 14 | Paul di Resta       | Force India-Mercedes    | 1'38"894 | 1'38"139 | N.D.     | 11      |
| 13                          | 5  | Jenson Button       | McLaren-Mercedes        | 1'38"588 | 1'38"217 | N.D.     | 15      |
| 14                          | 9  | Nico Rosberg        | Mercedes                | 1'38"743 | 1'38"364 | N.D.     | 12      |
| 15                          | 4  | Felipe Massa        | Ferrari                 | 1'39"094 | 1'38"592 | N.D.     | 13      |
| 16                          | 18 | Jean-Éric Vergne    | STR-Ferrari             | 1'38"880 | 1'38"696 | N.D.     | 14      |
| 17                          | 15 | Adrian Sutil        | Force India-Mercedes    | 1'39"250 | N.D.     | N.D.     | 16      |
| 18                          | 16 | Pastor Maldonado    | Williams-Renault        | 1'39"351 | N.D.     | N.D.     | 17      |
| 19                          | 21 | Giedo van der Garde | Caterham-Renault        | 1'40"491 | N.D.     | N.D.     | 18      |
| 20                          | 22 | Jules Bianchi       | Marussia-Cosworth       | 1'40"528 | N.D.     | N.D.     | 19      |
| 21                          | 20 | Charles Pic         | Caterham-Renault        | 1'40"596 | N.D.     | N.D.     | 22      |
| 22                          | 23 | Max Chilton         | Marussia-Cosworth       | 1'41"401 | N.D.     | N.D.     | 21      |
| Tempo limite 107%: 1'44"668 |    |                     |                         |          |          |          |         |

Con i tempi in grassetto sono visualizzate le migliori prestazioni in Q1, Q2 e Q3.

## Gara

### Resoconto
Sebastian Vettel mantiene il comando della corsa, seguito da Romain Grosjean e Lewis Hamilton che hanno passato Mark Webber. Al termine del primo giro un contatto manda contro le barriere Adrian Sutil, che è così costretto al ritiro. I commissari fanno entrare in pista la safety car ed Esteban Gutiérrez effettua subito il primo pit stop.
Al quinto giro la gara riprende. La classifica rimane invariata nelle posizioni di testa fino al giro 12 quando Mark Webber sorprende Lewis Hamilton al termine del lungo rettilineo, e si porta al terzo posto. Si scatena inoltre un bel duello tra Daniel Ricciardo, Nico Rosberg e Heikki Kovalainen per la decima piazza.
Al giro 25 Hamilton effettua il suo cambio gomme, mentre Esteban Gutiérrez, che ha cambiato nei primi giri, recupera posizioni, e passando anche Jean-Éric Vergne, si pone al settimo posto. Tra il ventiseiesimo e il ventinovesimo passaggio vanno al cambio gomme i migliori: la classifica vede così sempre primo Sebastian Vettel, inseguito da Romain Grosjean, poi Mark Webber, Lewis Hamilton e Nico Hülkenberg.
Gutiérrez si vede penalizzato dagli pneumatici e viene passato prima da Sergio Pérez poi da Valtteri Bottas, scendendo così al nono posto, prima di effettuare una seconda sosta. Al giro 44 Alonso passa Hülkenberg e si pone quinto. Lo spagnolo si avvicina anche a Hamilton, ma senza mai impensierirlo. Anche Mark Webber negli ultimi passaggi riduce il distacco da Grosjean, ma la tenuta delle gomme non gli consente di effettuare nessun tentativo di sorpasso sul francese.
Sebastian Vettel vince la gara, l'ottava di fila nel corso di una sola stagione, nuova striscia record nella storia del mondiale di F1. Romain Grosjean giunge secondo, suo miglior risultato in carriera. Valtteri Bottas, ottavo, giunge per la prima volta in carriera nella zona dei punti (trecentoventitreesimo nella storia del mondiale).

### Risultati
I risultati del Gran Premio sono i seguenti:
| Pos | Nº | Pilota              | Costruttore             | Giri | Tempo/Ritiro | Griglia | Punti |
| --- | -- | ------------------- | ----------------------- | ---- | ------------ | ------- | ----- |
| 1   | 1  | Sebastian Vettel    | Red Bull Racing-Renault | 56   | 1h39'17"148  | 1       | 25    |
| 2   | 8  | Romain Grosjean     | Lotus-Renault           | 56   | +6"284       | 3       | 18    |
| 3   | 2  | Mark Webber         | Red Bull Racing-Renault | 56   | +8"396       | 2       | 15    |
| 4   | 10 | Lewis Hamilton      | Mercedes                | 56   | +27"358      | 5       | 12    |
| 5   | 3  | Fernando Alonso     | Ferrari                 | 56   | +29"592      | 6       | 10    |
| 6   | 11 | Nico Hülkenberg     | Sauber-Ferrari          | 56   | +30"400      | 4       | 8     |
| 7   | 6  | Sergio Pérez        | McLaren-Mercedes        | 56   | +46"692      | 7       | 6     |
| 8   | 17 | Valtteri Bottas     | Williams-Renault        | 56   | +54"509      | 9       | 4     |
| 9   | 9  | Nico Rosberg        | Mercedes                | 56   | +59"141      | 12      | 2     |
| 10  | 5  | Jenson Button       | McLaren-Mercedes        | 56   | +1'17"278    | 15      | 1     |
| 11  | 19 | Daniel Ricciardo    | STR-Ferrari             | 56   | +1'21"004    | 10      |       |
| 12  | 4  | Felipe Massa        | Ferrari                 | 56   | +1'26"914    | 13      |       |
| 13  | 12 | Esteban Gutiérrez   | Sauber-Ferrari          | 56   | +1'31"707    | 20      |       |
| 14  | 7  | Heikki Kovalainen   | Lotus-Renault           | 56   | +1'35"063    | 8       |       |
| 15  | 14 | Paul di Resta       | Force India-Mercedes    | 56   | +1'36"853    | 11      |       |
| 16  | 18 | Jean-Éric Vergne    | STR-Ferrari             | 56   | +1'44"574    | 14      |       |
| 17  | 16 | Pastor Maldonado    | Williams-Renault        | 55   | +1 giro      | 17      |       |
| 18  | 22 | Jules Bianchi       | Marussia-Cosworth       | 55   | +1 giro      | 19      |       |
| 19  | 21 | Giedo van der Garde | Caterham-Renault        | 55   | +1 giro      | 18      |       |
| 20  | 20 | Charles Pic         | Caterham-Renault        | 55   | +1 giro      | 22      |       |
| 21  | 23 | Max Chilton         | Marussia-Cosworth       | 54   | +2 giri      | 21      |       |
| Rit | 15 | Adrian Sutil        | Force India-Mercedes    | 0    | Incidente    | 16      |       |

## Classifiche mondiali

### Piloti
| Pos | Pilota            | Punti |
| --- | ----------------- | ----- |
| 1   | Sebastian Vettel  | 372   |
| 2   | Fernando Alonso   | 227   |
| 3   | Lewis Hamilton    | 187   |
| 4   | Kimi Räikkönen    | 183   |
| 5   | Mark Webber       | 181   |
| 6   | Nico Rosberg      | 161   |
| 7   | Romain Grosjean   | 132   |
| 8   | Felipe Massa      | 106   |
| 9   | Jenson Button     | 61    |
| 10  | Paul di Resta     | 48    |
| 11  | Nico Hülkenberg   | 47    |
| 12  | Sergio Pérez      | 41    |
| 13  | Adrian Sutil      | 29    |
| 14  | Daniel Ricciardo  | 19    |
| 15  | Jean-Éric Vergne  | 13    |
| 16  | Esteban Gutiérrez | 6     |
| 17  | Valtteri Bottas   | 4     |
| 18  | Pastor Maldonado  | 1     |

### Costruttori
| Pos | Team                    | Punti |
| --- | ----------------------- | ----- |
| 1   | Red Bull Racing-Renault | 553   |
| 2   | Mercedes                | 348   |
| 3   | Ferrari                 | 333   |
| 4   | Lotus-Renault           | 315   |
| 5   | McLaren-Mercedes        | 102   |
| 6   | Force India-Mercedes    | 77    |
| 7   | Sauber-Ferrari          | 53    |
| 8   | STR-Ferrari             | 32    |
| 9   | Williams-Renault        | 5     |

## Decisioni della FIA
Al termine della gara, la FIA ha deciso di penalizzare di venti secondi sul tempo totale Jean-Éric Vergne per il contatto avvenuto con Esteban Gutiérrez all'ultimo giro. JEV, dodicesimo al traguardo, scala al sedicesimo posto.